# Julius Sturm

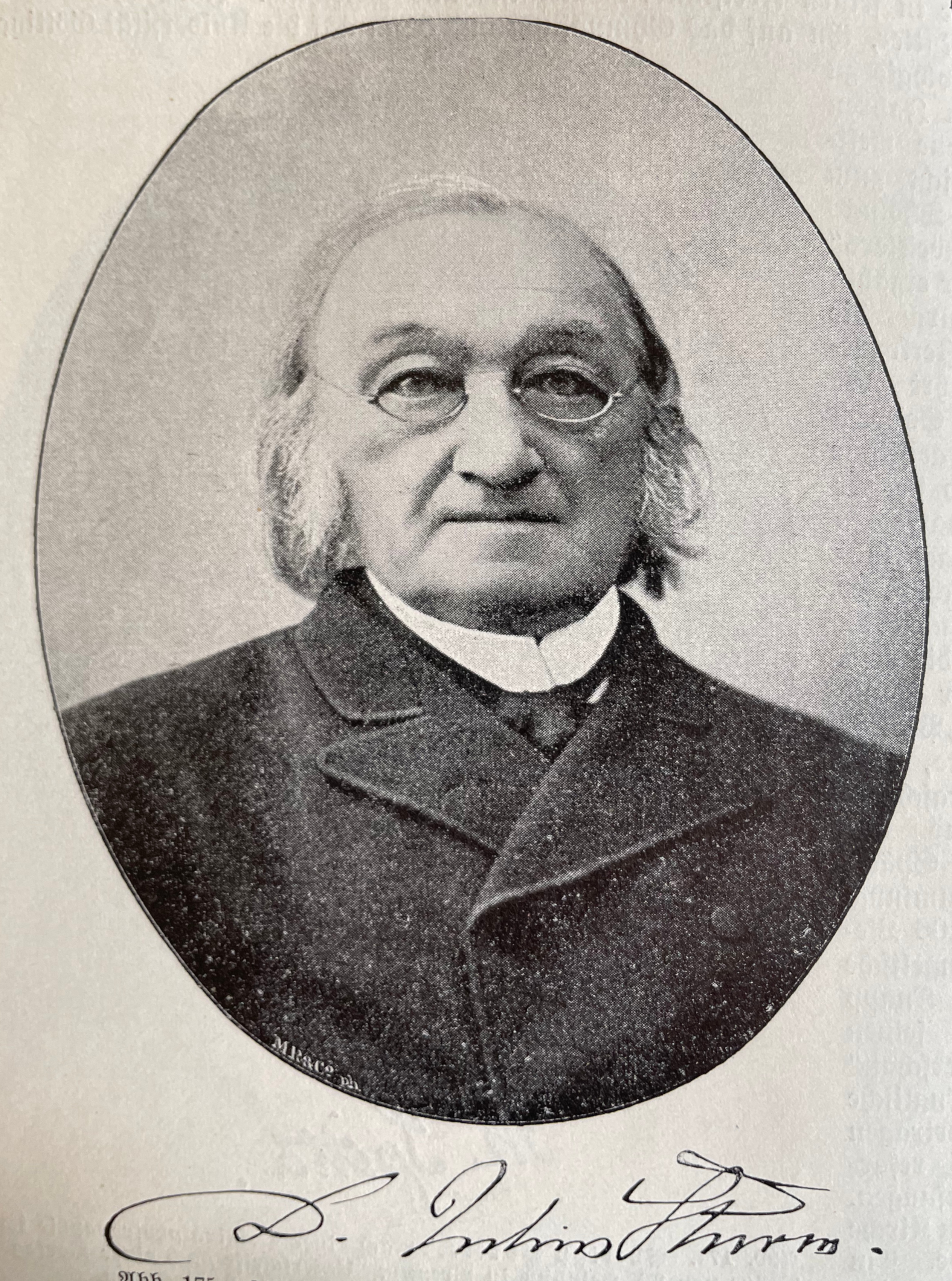
Julius Sturm

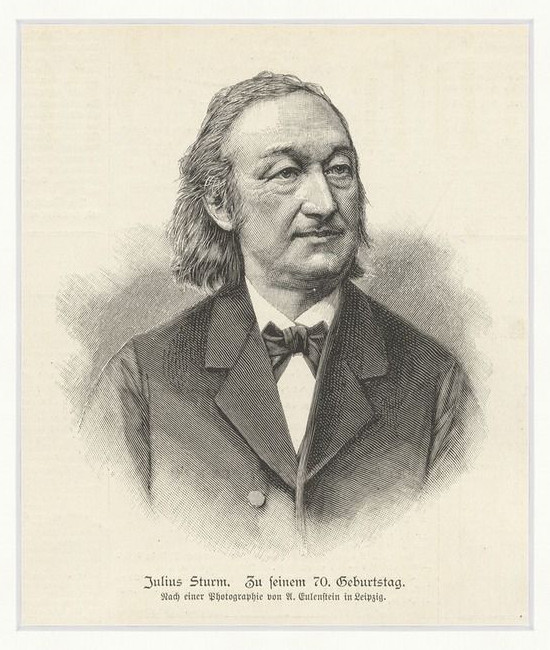
Julius Sturm (1886)

Julius Carl Reinhold Sturm, auch Julius Karl Reinhold Sturm, Pseudonym Julius Stern; (* 21. Juli 1816 in Köstritz; † 2. Mai 1896 in Leipzig) war ein deutscher Dichter der Spätromantik. Außerdem war Sturm von 1856 bis 1885 Pfarrer von Köstritz. Er verfasste zahlreiche Gedichte und Prosa-Werke, die er in etwa 30 Büchern veröffentlichte.

## Leben
Julius Sturm besuchte seit 1829 das Gymnasium Rutheneum in Gera und studierte ab 1837 Theologie an der Universität Jena. Während seines Studiums wurde er Mitglied der Jenaischen Burschenschaft. 1841 begann er eine Erziehertätigkeit in Heilbronn, bei der er 1844 zum Erzieher des Erbprinzen Heinrich XIV. Reuß j. L. (Reuß-Schleiz) benannt wurde. Teilweise war er dieserhalb am Gymnasium in Meiningen. 1844 gab er sein erstes Buch Neue Märchen für die Jugend, damals noch unter dem Pseudonym Julius Stern, heraus. 1851 wurde er Pfarrer in Göschitz bei Schleiz und Ende 1857 Pfarrer in Köstritz. 1885 wurde er zum Ehrenbürger von Köstritz ernannt. Anlässlich seines Eintritts in den Ruhestand erhielt er im gleichen Jahr 1885 den Titel eines Geheimen Kirchenrates.
Sein Sohn Heinrich Sturm war von 1908 bis zu seinem Tod 1917 Oberbürgermeister der Stadt Chemnitz. Sein älterer Sohn August Sturm, beruflich Rechtsanwalt und selbst Autor vieler Gedichte und anderer Werke, verfasste 1916 eine Biografie seines Vaters.
Sturms Texte gelten als religiös geprägt und empfindsam. Sein Weihnachts-Gedicht Sel'ge Stunde wurde mehrfach vertont, z. B. von Albert Becker und Felix Pfirstinger.

## Werke
- Neue Märchen für die Jugend. Landherr, Heilbronn 1844. (als Julius Stern)
- Gedichte. Brockhaus, Leipzig 1850 3. Auflage 1862, 6. Auflage 1891; Textarchiv – Internet Archive
- Fromme Lieder. Brockhaus, Leipzig 1852. 4. Auflage 1862, 12. Auflage 1893. 3. Auflage: 1858; books.google.de
- Zwei Rosen oder das Hohelied der Liebe. Brockhaus, Leipzig 1854. 2. Auflage
- Das rothe Buch. Neue Märchen für mein Kind. Breitkopf & Härtel, Leipzig 1856. (als Julius Stern)
- Neue Gedichte. Brockhaus, Leipzig 1856. 2. Auflage 1880.
- Neue fromme Lieder und Gedichte. Brockhaus, Leipzig 1858. 4. Auflage 1891, 3. Teil 1892.
- Für das Haus. Liedergabe. Brockhaus, Leipzig 1862.
- Israelitische Lieder. Barthel, Halle 1867. 3. Auflage, Halle 1881.
- Von der Pilgerfahrt. Dichtungen. Barthel, Halle 1868.
- Lieder und Bilder. Neue Dichtungen. 2 Teile. Brockhaus, Leipzig 1870. 2. Auflage 1892.
- 1870. Kampf- und Siegesgedichte. Barthel, Halle 1870.
- Stille Andachtsstunden in frommen Liedern unsrer Tage. Fremdes und Eigenes., Anthologie (als Herausgeber). Amelang, Leipzig 1870. 8. Auflage von Gerok 1903. (1. Aufl. Leipzig 1866 u.d.T.: Hausandacht in frommen Liedern unserer Tage für stille Morgen- und Abendstunden. Ausgewähltes und Eigenes von Julius Sturm.)
- Spiegel der Zeit in Fabeln. Brockhaus, Leipzig 1872.
- Gott grüße dich. Religiöse Gedichte. Brockhaus, Leipzig 1876. 4. Auflage 1892.
- Das Buch für meine Kinder. Märchen und Lieder. Dürr, Leipzig 1877. 2. Auflage 1880.
- Immergrün. Neue Lieder. Illustriert von Paul Thumann. Amelang, Leipzig 1879. 2. Auflage 1888.
- Aufwärts (neue religiöse Gedichte), Leipzig 1881
- Neue Fabeln., 5. Auflage, Leipzig 1881.[2]
- Märchen. Breitkopf & Härtel, Leipzig 1881. 2. Auflage 1887
- Dem Herrn mein Lied. Neue religiöse Gedichte. Heinsius, Bremen 1884.
- Natur, Liebe, Vaterland. Neue Gedichte. Brockhaus, Leipzig 1884.
- Bunte Blätter. 4 Bücher neuer Gedichte. Herrosé, Wittenberg 1885.
- Palme und Krone. Lieder zur Erbauung. Heinsius, Bremen 1887.
- Neue lyrische Gedichte. Janssen, Leipzig 1894.
- In Freud und Leid. Letzte Lieder. Brockhaus, Leipzig 1896.

Originaltexte
- Autoren-Gedichte.
- Digitalisierte historische Kinderbücher: Märchen
- Digitalisierte historische Kinderbücher: Neues Fabelbuch
- Gedichtesammlung. mumag.de
- Heimatverein Bad Köstritz e. V.
- The Lied and Art Song Texts Page. recmusic.org
- Julius Sturm. In: Internet Archive.